# François Rinaldi

a Compétitions nationales et continentales officielles uniquement.

b Matchs officiels uniquement.
François Rinaldi, né le 3 août 1924 à Saint-Florent et mort le 10 avril 2002 à Ollioules, est un joueur de rugby à XIII international français, évoluant au poste de deuxième ou troisième ligne. Il a notamment pris part à la finale de la Coupe du monde 1954 perdue contre l'Australie. En club, il a évolué à Marseille au côté de son frère Gabriel Rinaldi.

## Palmarès
- Collectif : 
  - Vainqueur de la Coupe d'Europe des nations : 1951 et 1952 (France).
  - Vainqueur du Championnat de France : 1949 (Marseille).
  - Vainqueur de la Coupe de France : 1948, 1949 et 1957 (Marseille).
  - Finaliste du Coupe du monde : 1954 (France).
  - Finaliste du Championnat de France : 1950, 1952 et 1954 (Marseille).
  - Finaliste de la Coupe de France : 1955 (Marseille).

### Détails en sélection
| Matchs internationaux de François Rinaldi | Matchs internationaux de François Rinaldi | Matchs internationaux de François Rinaldi | Matchs internationaux de François Rinaldi | Matchs internationaux de François Rinaldi | Matchs internationaux de François Rinaldi | Matchs internationaux de François Rinaldi | Matchs internationaux de François Rinaldi | Matchs internationaux de François Rinaldi | Matchs internationaux de François Rinaldi | Matchs internationaux de François Rinaldi | Matchs internationaux de François Rinaldi |
|                                           | Date                                      | Lieu                                      | Adversaire                                | Résultat                                  | Compétition                               | Poste                                     | Points                                    | Essais                                    | Pen.                                      | Drops                                     |                                           |
| ----------------------------------------- | ----------------------------------------- | ----------------------------------------- | ----------------------------------------- | ----------------------------------------- | ----------------------------------------- | ----------------------------------------- | ----------------------------------------- | ----------------------------------------- | ----------------------------------------- | ----------------------------------------- | ----------------------------------------- |
| sous les couleurs de la France            |                                           |                                           |                                           |                                           |                                           |                                           |                                           |                                           |                                           |                                           |                                           |
| .                                         | 30 octobre 1954                           | Parc des Princes, Paris, France           | Nouvelle-Zélande                          | 22-13                                     | Coupe du monde                            | Pilier                                    | -                                         | -                                         | -                                         | -                                         |                                           |
| .                                         | 7 novembre 1954                           | Toulouse, France                          | Grande-Bretagne                           | 13-13                                     | Coupe du monde                            | Pilier                                    | -                                         | -                                         | -                                         | -                                         |                                           |
| .                                         | 11 novembre 1954                          | Nantes, France                            | Australie                                 | 15-5                                      | Coupe du monde                            | Pilier                                    | -                                         | -                                         | -                                         | -                                         |                                           |
| .                                         | 13 novembre 1954                          | Parc des Princes, Paris, France           | Grande-Bretagne                           | 12-16                                     | Coupe du monde                            | Pilier                                    | -                                         | -                                         | -                                         | -                                         |                                           |

### Détails en club
| Saison    | Saison       | Championnat           | Championnat | Coupe           | Coupe      | Sélection | Sélection | Sélection | Sélection | Sélection | Sélection | Sélection |
| Saison    | Saison       | Comp.                 | Class.      | Comp.           | Class.     | Comp.     | M         | Pts       | Ess.      | Buts      | Dp.       |           |
| --------- | ------------ | --------------------- | ----------- | --------------- | ---------- | --------- | --------- | --------- | --------- | --------- | --------- | --------- |
| 1946-1947 | RC Marseille | Championnat de France | 8e          | Coupe de France | 1/4 finale |           |           |           |           |           |           |           |
| 1947-1948 | RC Marseille | Championnat de France | 1/2 finale  | Coupe de France | Vainqueur  |           |           |           |           |           |           |           |
| 1948-1949 | RC Marseille | Championnat de France | Vainqueur   | Coupe de France | Vainqueur  |           |           |           |           |           |           |           |
| 1949-1950 | RC Marseille | Championnat de France | Finaliste   | Coupe de France | 1/2 finale |           |           |           |           |           |           |           |
| 1950-1951 | RC Marseille | Championnat de France | 1/2 finale  | Coupe de France | 1/4 finale | CE        | 1         | -         | -         | -         | -         |           |
| 1951-1952 | RC Marseille | Championnat de France | Finaliste   | Coupe de France | 1/8 finale | CE        | 2         | -         | -         | -         | -         |           |
| 1952-1953 | RC Marseille | Championnat de France | 1/2 finale  | Coupe de France | 1/8 finale | CE        | 6         | -         | -         | -         | -         |           |
| 1953-1954 | RC Marseille | Championnat de France | Finaliste   | Coupe de France | 1/2 finale | CE        | 4         | 3         | 1         | -         | -         |           |
| 1954-1955 | RC Marseille | Championnat de France | 5e          | Coupe de France | Finaliste  | CM        | 4         | -         | -         | -         | -         |           |
| 1955-1956 | RC Marseille | Championnat de France | 1/2 finale  | Coupe de France | 1/2 finale |           | 3         | -         | -         | -         | -         |           |
| 1956-1957 | RC Marseille | Championnat de France | 1/2 finale  | Coupe de France | Vainqueur  |           | 1         | -         | -         | -         | -         |           |
| 1957-1958 | Nîmes XIII   | Championnat de France |             | Coupe de France |            |           |           |           |           |           |           |           |